# Charles Dollé
Charles Dollé /ʃaʁl dɔˈle/ (1710 – 1755) è stato un compositore e gambista francese.

## Biografia
Si conosce molto poco della sua vita. Fu attivo a Parigi come ricercato insegnante di viola da gamba. La sua musica, sempre collegata al mondo della viola, fu influenzata da Marin Marais (la cui morte fu commemorata in un tombeau) e dallo stile italiano, che è evidente nelle opere più tarde di Dollé.

## Composizioni
La musica di Dollé è stata pubblicata in cinque collezioni edite a Parigi:
- Sonates en trio pour les violons, flûtes-traversières et violes avec la basse continue, op. 1 (1737)
- Pièces de viole (per viola da gamba e basso continuo), op. 2 (1737)
- Pièces pour le pardessus de viole (per 1/2 pardessus de viole e basso continuo), op. 3 (1737)
- Sonates, duos & pièces (per 1/2 pardessus de viole/violino/violone/flauto traverso e basso continuo, op. 4 (1737)
- Sonates à deux pardessus de viole sans basse, op. 6 (1754)

Un'altra stampa, Livres troisième, pour le pardessus de viole, tant à cinq qu'à six cordes (op. 5, 1749-1750 circa), è andata perduta. La musica restante include notevoli pièces de caractères (venticinque nell'op. 3, cinque nell'op. 4).